# Röd pungräka
Hemimysis anomala är en kräftdjursart som beskrevs av Georg Ossian Sars 1907. Hemimysis anomala ingår i släktet Hemimysis och familjen Mysidae. Arten är reproducerande i Sverige. Inga underarter finns listade i Catalogue of Life.

## Bildgalleri

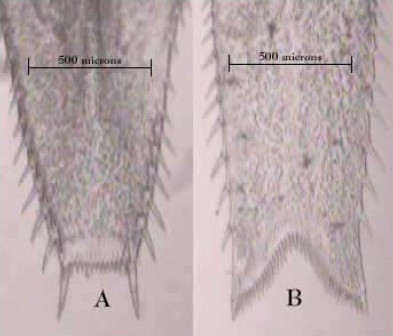
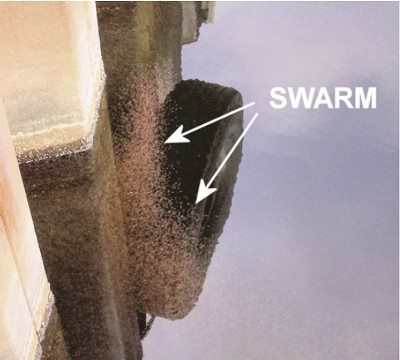